# فيلدة
فيلدة (بالفارسية: فيلده) هي قرية تقع في منطقة رستم آباد الجنوبي الريفية، في المنطقة المركزية من مقاطعة رودبار، محافظة جيلان، إيران. في عام 2006، يقدر عدد سكانها 20 نسمة، موزعين على 5 عائلات.

## أنظر أيضا
- محافظة جيلان
- مقاطعة رودبار